# كلية المزايا الجامعة
كلية مزايا الجامعة هي كلية أهلية تقع في مدينة الناصرية في محافظة ذي قار في العراق.

## الأقسام
تضم الكلية الأقسام التالية:
- قسم هندسة تقنيات الحاسوب
- قسم تقنيات التحليلات المرضية
- قسم اللغة الإنكليزية
- قسم اللغة العربية
- قسم الاقتصاد
- قسم الصيدلة
- قسم القانون
- قسم الهندسة المدنية
- قسم المحاسبة
- قسم إدارة الأعمال
- قسم الإعلام

## كلية معترف بها
في عام 2013، تم الاعتراف بها من قبل وزارة التعليم العالي والبحث العلمي الاعتراف بها.

## دليل الطالب للقبول المركزي
في 2020، أطلقت وزارة التعليم العالي والبحث العلمي دليل الطالب للقبول المركزي في الجامعات العراقية يتضمن قبول الطلبة في كلية مزايا الجامعة.